# Campeonato Mundial de Bádminton de 2007
El XVI Campeonato Mundial de Bádminton se celebró en Kuala Lumpur (Malasia) entre el 13 y el 19 de agosto de 2007 bajo la organización de la Federación Mundial de Bádminton (BWF) y la Asociación Malaya de Bádminton.
Las competiciones se realizaron en el Estadio Putra de la capital malaya. 

## Medallistas
| Evento               | Oro                                     | Plata                                    | Bronce                                                                    |
| -------------------- | --------------------------------------- | ---------------------------------------- | ------------------------------------------------------------------------- |
| Individual masculino | Lin Dan China                           | Sony Dwi Kuncoro Indonesia               | Bao Chunlai China Chen Yu China                                           |
| Dobles masculino     | Markis Kido Hendra Setiawan Indonesia   | Jung Jae-Sung Lee Yong-Dae Corea del Sur | Choong Tan Fook Lee Wan Wah Malasia Shuichi Sakamoto Shintaro Ikeda Japón |
| Individual femenino  | Zhu Lin China                           | Wang Chen Hong Kong                      | Zhang Ning China Lu Lan China                                             |
| Dobles femenino      | Yang Wei Zhang Jiewen China             | Gao Ling Huang Sui China                 | Kumiko Ogura Reiko Shiota Japón Zhang Yawen Wei Yili China                |
| Dobles mixto         | Nova Widianto Liliyana Natsir Indonesia | Zheng Bo Gao Ling China                  | Xie Zhongbo Zhang Yawen China Flandy Limpele Vita Marissa Indonesia       |

## Medallero
| Núm. | País          | Oro | Plata | Bronce | Total |
| ---- | ------------- | --- | ----- | ------ | ----- |
| 1    | China         | 3   | 2     | 6      | 11    |
| 2    | Indonesia     | 2   | 1     | 1      | 4     |
| 3    | Corea del Sur | 0   | 1     | 0      | 1     |
| 3    | Hong Kong     | 0   | 1     | 0      | 1     |
| 5    | Japón         | 0   | 0     | 2      | 2     |
| 6    | Malasia       | 0   | 0     | 1      | 1     |
|      | TOTAL         | 5   | 5     | 10     | 20    |